# Xã Bethel, Quận Miami, Ohio
Xã Bethel (tiếng Anh: Bethel Township) là một xã thuộc quận Miami, tiểu bang Ohio, Hoa Kỳ. Năm 2010, dân số của xã này là 4.843 người.